# Karelska förbundet
Karelska förbundet (finska: Karjalan liitto) är en finländsk organisation.
Karelska förbundet, som har sitt säte i Helsingfors, grundades 1940 efter vinterkriget med uppgift att bevaka de förflyttade karelarnas intressen i ersättningsfrågor och vid anskaffning av jord och bostäder i det mindre Finland. I dag bedriver Karelska förbundet huvudsakligen kulturell verksamhet och slår vakt om den karelska kulturen. Efter Sovjetunionens sönderfall har man inom dess led även tagit ställning för en återförening av det förlorade Karelen med Finland, men har inte de senaste åren aktivt drivit frågan.
År 1980 bildades ungdomsförbundet Karjalainen nuorisoliitto av ungdomar som har sina rötter i Karelen. Tillsammans med några medlemsorganisationer grundade Karelska förbundet 2001 den så kallade Viborgscentralen (Viipuri‐keskus), som är en kultur‐, informations‐ och medborgarverksamhetscentral, vars syfte är att fungera som kontaktlänk mellan finländare och ryssar som bor i eller besöker Viborg med närområden. 
I Kottby i Helsingfors finns Karelska förbundets och dess ungdomsförbunds kontor, bibliotek, arkiv och ett ekumeniskt kapell inrymda i Karjalantalo, ett 1974 invigt byggnadskomplex. Karelska förbundet har över 450 medlemsorganisationer (2010), en del av dem verkar utanför Finlands gränser, bland annat i Florida.